# Parti-Front de libération des peuples de Turquie
Ne doit pas être confondu avec DHKP-C.
Le Parti-Front de libération des peuples de Turquie (turc : Türkiye Halk Kurtuluş Partisi-Cephesi, THKP-C), est une organisation révolutionnaire turque d'extrême gauche, fondée en décembre 1970 par Münir Ramazan Aktolga, Yusuf Küpeli et Mahir Cayan. La dénomination de l'organisation symbolise le regroupement d'un parti (THKP), aile politique, et celle d'un front (THKC), aile militaire.

## Histoire

### Genèse

#### Les jeunes militants du TIP et l'influence de Mihri Belli
Les futurs fondateurs de l'organisation sont issus du milieu de la gauche radicale étudiante de Turquie. À partir du milieu des années 1960, le Parti des Travailleurs de Turquie (TIP), et son organisation étudiante, la Fédération des Clubs d'Idées (FKF), sont agités par des débats, qui font se démarquer deux tendances principales. La tendance réunie autour de Mehmet Ali Aybar, alors président du parti, considère que les revendications nationales, démocratiques et socialistes sont inséparables les unes des autres et s'incarnent dans la révolution socialiste. En revanche, une autre tendance, théorisée par Mihri Belli, s’appuie sur le concept de la « Révolution nationale démocratique » (Millî Demokratik Devrim). Selon cette théorie, un pays comme la Turquie nécessite une révolution en deux étapes. La première étape, la « Révolution nationale démocratique » devrait être réalisée par un coup d'État militaire, sous la direction de « jeunes officiers ». La deuxième étape serait la « révolution prolétarienne », qui amènerait au pouvoir la « classe ouvrière ». Le partisans de Belli se font appeler les « révolutionnaires prolétariens ».

#### DEV-GENÇ
Une grande partie des jeunes activistes de la FKF commence à critiquer la ligne de la direction du TIP, qu'ils considèrent comme trop légaliste. Les partisans de la ligne de Mihri Belli deviennent de plus en plus populaires parmi les étudiants, ce qui déplaît fortement à la direction du parti. Celle-ci intervient et finit par les écarter des fonctions dirigeantes lors du congrès de janvier 1969, alors qu'ils sont majoritaires dans la FKF. En réaction, les « révolutionnaires prolétariens » quittent alors le TIP et transforment la FKF en DEV-GENÇ (Fédération de la jeunesse révolutionnaire). La nouvelle organisation va mener des actions symboliques, comme l'incendie de la voiture de l’ambassadeur américain Robert Komer en 1969 durant sa visite à l’université d’Ankara, ou une série de manifestations contre la présence de la sixième flotte des États-Unis en Turquie (juin 1967-février 1969).
Mais une partie des adhérents DEV-GENÇ, influencés par les guérillas d'Amérique latine, estiment que la Turquie, qu'ils considèrent comme gouvernée par une oligarchie, collaborant avec « l’impérialisme », nécessite un passage à la lutte armée. Parmi ces partisans de la guerre de guérilla, deux tendances voient le jour. Un groupe, autour de Hüseyin İnan et de Deniz Gezmiş, estime que la lutte armée en Turquie doit d'abord s'appuyer sur les campagnes. C'est ce groupe qui va créer la THKO en mars 1971. Mais un autre groupe, autour de Mahir Çayan, considère que la priorité est de commencer par une guérilla urbaine.

### Création
Le THKP-C est fondé en décembre 1970 par Mahir Çayan, Münir Ramazan Aktolga et Yusuf Küpeli. Ils sont rejoints par Ertuğrul Kürkçü (futur écrivain et député), İlhami Aras, Ulaş Bardakçı, Mustafa Kemal Kaçaroğlu et Hüseyin Cevahir. Contrairement à d'autres organisations qui naissent à la même époque, comme la THKO de Deniz Gezmiş, Mahir Çayan estime que la forme de lutte qui convient à la Turquie est la guérilla urbaine.

### Actions
La première action armée est, le 12 février 1971, le pillage d'une succursale du Crédit agricole à Ankara. Après cette action, l'organisation va se concentrer sur Istanbul.
Le 15 mars 1971, le THKP-C attaque une succursale d'une banque commerciale à Istanbul.
Le 4 avril 1971, le groupe enlève à Istanbul deux hommes d'affaires, Mete Has et Talip Aksoy, et exige le versement d'une rançon de 400 000 livres.

#### Enlèvement d’Ephraim Elrom
Le 17 mai 1971 les militants du THKC Ulaş Bardakçı, Hüseyin Cevahir, Mahir Çayan, Necmi Demir, Oktay Etiman et Ziya Yılmaz enlèvent l'ambassadeur Israélien Ephraim Elrom Ils publient un communiqué, adressé « au conseil des ministres vendu aux Américains », rédigé par Ulaş Bardakçı et Hüseyin Cevahir. Après une opération de police nommée  « opération massue » , le THKC exécute Elrom le 22 mai 1971. Son corps est retrouvé à Istanbul dans l’immeuble Hamarat le 23 mai 1971. Après l’exécution de l'ambassadeur, l’acteur Yılmaz Güney, d'origine kurde, cache les militants,.

#### L’affaire Sibel Erkan
Le groupe de militants quitte la maison de Güney le 24 mai 1971. Le 30 mai 1971, Mahir Çayan, membre du Comité central du THKP, et Hüseyin Cevahir, membre du Comité général du THKP, sont repérés par la police. Après une poursuite, Çayan et Cevahir se réfugient dans une maison à Istanbul. Ils y prennent en otage une fille de 14 ans, Sibel Erkan. La police et l'armée assiègent la maison pendant 51 heures. Le 1er juin 1971, les forces de l'ordre donnent l'assaut. Un tireur d'élite, Cihangir Erdeniz, touche Cevahir trois fois. Çayan, en dépit d'une tentative de suicide, est ensuite capturé vivant.

### Procès et évasion
Après une série d'arrestations parmi les cadres du THKP-C, le procès de l'organisation commence. Çayan et Bardakçı sont condamnés à mort. Mais le 29 novembre 1971, deux membres du THKO de Deniz Gezmiş et trois militants du THKP-C, dont Çayan, s'évadent de prison par un tunnel.

#### Expulsion de Aktolga et Küpeli du THKP
Après l'évasion, Çayan constate que des divergences de vues se développent dans l'organisation. Il convoque Münir Ramazan Aktolga et Yusuf Küpeli. Il les accuse d'être devenu des opportunistes et d'être responsables de l'arrêt des actions armées. Il les fait exclure du THKP et du THKC.

### La défaite de l’équipe de guérilla urbaine
Après l'évasion, Çayan et Bardakçı décident de se partager les fonctions. Çayan prend la direction des unités de guérilla rurale, et Bardakçı celle des unités de guérilla urbaine. Le 19 février 1972, à sept heures du matin, Bardakçı est tué à Arnavutköy au cours d'un affrontement avec la police. Les unités de guérilla urbaines se retrouvent alors décapitées.

### Evènements de Kızıldere
Un groupe formé de l'unité de guérilla rurale du THKC et de militants de la THKO enlèvent alors trois techniciens étrangers d'une base radar, deux Canadiens et un Britannique à Ünye, le 26 mars 1972. Mais, lors de leur repli, le groupe est cerné par les militaires dans le village de Kızıldere, dans la région de Tokat le 30 mars 1972. Après l'échec des sommations, un premier assaut a lieu, au cours duquel Mahir Çayan est tué. Les autres militants mettent alors à mort leurs otages. Les militaires lancent un deuxième assaut. Neuf militants sont tués, dont Saffet Alp, du THKP-C, pourtant capturé vivant. Le seul membre du groupe à rester en vie après l'assaut est Ertuğrul Kürkçü (futur écrivain et député), qui s'est caché, mais il est capturé quelques jours plus tard.